# مهادیه (دهستان)
 مهادیه  به عربی ( الَمهادیه )، دهستانی است در عزلهٔ (خولان الطیال)، در ناحیهٔ (البلیدة)، از توابع استان ذَمار در کشور یمن در شبه جزیره عربستان.

## جمعیت
جمعیت این دهستان در حدود (۲۱ خانوار) و (۳۱۷۹) نفر می‌باشد. 

## منبع
- المقحفی، ابراهیم، احمد ، (مُعجَم المُدُن وَالقَبائِل الیَمَنِیَة) ، منشورات دار الحکمة، صنعاء، چاپ پنجم، وانتشار سال ۱۹۸۵ میلادی به (عربی).